# جورجو کیواچی
جورجو کیواچی (ایتالیایی: Giorgio Chiavacci; ۳ ژوئیهٔ ۱۸۹۹ – ۴ مارس ۱۹۶۹) شمشیرباز اهل ایتالیا بود.
وی در مسابقات کشوری و بین‌المللی در مجموع برندهٔ ۱ مدال طلا شده‌است.